# Inappropriate Comedy
Inappropriate Comedy (estilizado como inAPPropriate Comedy; bra: Totalmente Inapropriado; prt: Comédia InAPPropriada) é um filme de comédia de 2013, dirigido por Vince Offer. É estrelado por Ari Shaffir (que também co-escreveu), Rob Schneider, Michelle Rodriguez, Adrien Brody e Lindsay Lohan. Foi lançado em 22 de março de 2013.
O filme foi originalmente concebido como uma continuação da antologia, Underground Comedy, de 2010.

## Elenco
- Rob Schneider como J.D./Psicólogo
- Lindsay Lohan como Marilyn
- Michelle Rodríguez como Harriet
- Jessie Usher como Jamal
- Adrien Brody como Flirty Harry
- Ari Shaffir como o incrível racista
- Noelle Kenney como a paciente
- Jonathan Spencer como Ltd. O' Flanagan/Bob
- Rick Chambers como o capitão
- Andrea Lwin como massagista
- Da'Vone McDonald como Vondell
- Calvin Sykes como Murphay
- Thai Edwards como Swade
- Chalant Phifer como Darnell
- Ashton Jordaan Ruiz como Acquon
- Caroline Rich como Cindi
- Isaac Cheung como papai sushi
- Jia Perlich como mamãe sushi
- Christopher Kosek como Hill Billy
- Kiersten Hall como a menina bonita
- Anthony Russell como ancião
- Kenneth Mayer e Sasha Mayer como casal se beijando

## Recepção
O filme recebeu, em sua maioria, criticas negativas, foi considerado por Frank Scheck do The Hollywood Reporter, a pior comédia do ano, e comparou com o também péssimo Movie 43. O site Rotten Tomatoes deu uma nota de 0%, baseada em 5 comentários.
No Metacritic, ele possui uma pontuação de 1 em 100, com base em 5 resenhas, significando “aversão esmagadora”, sendo uma das pontuações mais baixas do site.
Lindsay Lohan foi indicada ao prêmio Framboesa de Ouro de "Pior Atriz Coadjuvante" por sua atuação no filme, mas perdeu para Kim Kardashian, pelo filme "Temptation: Confessions of a Marriage Counselor" (no Brasil, Relação em Risco).